# 劉伯媛
劉伯媛（?—?），中国南北朝刘宋公主，父亲宋明帝，生母王贞风。
劉伯媛封为建安长公主，是宋明帝刘彧的嫡女，是皇后王贞风的女儿，王贞风没有儿子。所以传位给了庶出的刘昱（母陳妙登，一说后废帝是宋明帝借種而生），史书没有记载劉伯媛的婚配和生卒情况。